# Erzsébet Schaár
Erzsébet Schaár (n. 27 iulie 1908, Budafok⁠(d), Budapesta, Ungaria – d. 29 august 1975, Budapesta, Republica Populară Ungară) a fost un sculptor maghiar.

## Viața
A studiat cu Zsigmond Kisfaludi Strobl. În 1932 a fost distinsă cu Premiul Tânăr Artist pentru Premiul Szinyei. În 1935 s-a căsătorit cu Tibor Vilt, un sculptor.
Prima ei expoziție a fost în 1932 la Budapesta. În anii 1940 a realizat mici reliefuri din lemn, similare cu statuile lui Giacometti, în același timp, a modelat și mai multe figuri înclinate.
În 1970 a avut o expoziție retrospectivă la Műcsarnok, iar doi ani mai târziu a fost prezentat la Anvers și la Geneva. În 1977, Muzeul Wilhelm Lehmbruck din Duisburg a organizat o retrospectivă.
Există mai multe statui publice expuse la Budapesta, Kecskemét, Miskolc, Pécs, Tihany și în alte părți. O mare parte din sculpturile sale se află în Muzeul Regelui Sfântul Ștefan din Székesfehérvár.